# Conall mac Áedáin
Conall mac Áedáin (fl. IX secolo) avrebbe regnato sulla Dál Riata (odierna Scozia occidentale e contea irlandese di Antrim) agli inizi del IX secolo.

## Biografia
Viene ricordato dagli Annali dell'Ulster per l'anno 807 quando sconfisse e uccise Conall mac Taidg nel Kintyre. Si pensa che gli sia successo Domnall mac Caustantín.